# Federazione ticinese di calcio
La Federazione ticinese di calcio (abbreviata FTC) è un'associazione  regionale sotto l'egida dell'Associazione Svizzera di Football e si occupa della gestione del campionato di calcio della regione Ticino di Seconda Lega, Terza Lega, Quarta Lega e Quinta Lega.

## Storia
La Federazione ticinese di calcio nacque il 19 agosto 1919 a Bellinzona, inizialmente venne costituito un comitato provvisorio per stilare gli statuti del calcio ticinese. Il 7 Settembre 1919 venne indetta l'assemblea per formare il comitato direttivo, come presidente venne eletto Mario Bonzanigo. Formato il comitato si organizzarono il primo campionato che vide il suo debutto il 2 Novembre 1919.

## Stagione 2006-2007

### Seconda Lega
La Seconda Lega della Federazione Ticinese di Calcio (Seconda Lega FTC) è composta da 1 gruppo di 14 squadre.
1. 56 Losone Sportiva
2. 48 US Arbedo
3. 45 AC Sementina
4. 44 AC Taverne 1
5. 42 US Giubiasco
6. 37 Vedeggio Calcio
7. 36 AS Castello
8. 35 FC Solduno
9. 31 FC Contone
10. 30 SAR Rivera
11. 26 AC Vallemaggia
12. 25 FC Mendrisio-Stabio 2
13. 24 AS Malvaglia
14. 13 US Pro Daro

#### Promosse
Il Losone Sportiva è promossa in Seconda Lega interregionale a scapito del SC Balerna.

#### Relegate
L'AS Malvaglia e l'US Pro Daro sono relegate in Terza Lega FTC a vantaqggio dell'AC Canobbio e dell'ASC Gordola.

### Terza Lega
La Terza Lega della Federazione Ticinese di Calcio (Terza Lega FTC) è composta da 2 gruppi di 14 squadre.

#### Gruppo 1
1. 59 AC Canobbio
2. 59 FC Rapid Lugano 1
3. 47 US Verscio
4. 43 AS Coldrerio
5. 42 AC Ravecchia
6. 41 FC Rancate
7. 36 FC Morbio
8. 35 US Magliasio Vernate 1
9. 33 US Azzurri
10. 32 FC Someo
11. 22 US Posavina TI
12. 20 US Sant'Antonino
13. 20 FC Origlio-Ponte Capriasca
14. 19 FC Pedemonte

#### Gruppo 2
1. 45 ASC Gordola
2. 44 AP Campionese
3. 42 US Gambarogno
4. 39 US Monte Carasso
5. 35 Sport Club Rorè Roveredo
6. 35 AC Osogna
7. 34 AS Isone
8. 34 FC Savosa-Massagno 1
9. 33 AS Cademario
10. 32 FC Lodrino
11. 32 FC Melano
12. 31 CO Boglia Cadro
13. 30 FC Paradiso 1
14. 20 AS Gorduno

##### Spareggio (per determinare il campione)
ASC Gordola - AC Canobbio 7-6

##### Promosse
L'AC Canobbio e l'ASC Gordola sono promosse in Seconda Lega FTC a scapito dell'AS Malvaglia e l'US Pro Daro

##### Retrocesse
L'AS Gorduno, il FC Origlio-Ponte Capriasca, il FC Paradiso 1 e il FC Pedemonte sono relegate in Quarta Lega FTC a vantaqggio del SS Ala Mesocco, del FC Drina Faido, dell'AS MelìMorcò e del FC Porza.

### Quarta Lega
La Quarta Lega della Federazione Ticinese di Calcio (Quarta Lega FTC) è composta da 4 gruppi di 12 squadre.

#### Gruppo 1
1. 57 FC Porza
2. 53 FC Collina d'Oro
3. 38 FC Pura
4. 36 ASM Arzo
5. 30 FC Cadenazzo
6. 30 AS Riarena
7. 30 AS Maroggia
8. 22 FC Bioggio
9. 20 US Semine
10. 20 FC Os Lusiadas
11. 19 AC Curio/Novaggio
12. 10 AS Comano

#### Gruppo 2
1. 51 AS MelìMorcò
2. 48 AS Novazzano
3. 39 FC Mendrisio-Stabio 3
4. 38 FC Gravesano-Bedano
5. 31 FC Ceresio
6. 30 FC Stella Capriasca 1
7. 25 FC Riva
8. 25 AS Villa Luganese
9. 24 FC Rapid Lugano 2
10. 23 FC Lodrino
11. 18 AC Arosio
12. 18 FC Insubrica

#### Gruppo 3
1. 49 FC Drina Faido
2. 43 FC Claro 1
3. 36 AC Tenero-Contra
4. 34 AC Brissago
5. 33 AS Minusio
6. 30 FC Moderna
7. 29 AS Lusitanos
8. 28 FC Camorino
9. 26 Leventina Calcio
10. 25 FC Dongio
11. 24 US Chironico
12. 15 AS Verzaschesi

#### Gruppo 4
1. 54 SS Ala Mesocco
2. 41 AS San Giorgio Lostallo
3. 38 FC Verbano
4. 38 FC Preonzo
5. 36 FC Intragna
6. 35 AGS Cavigliano
7. 28 GC Carassesi
8. 27 FC Makedonija
9. 27 AS Tegna
10. 19 AS Pollegio
11. 18 US Gloria
12. 12 AS Soazza

##### Promosse
La SS Ala Mesocco, il FC Drina Faido, l'AS MelìMorcò e il FC Porza sono promosse in Terza Lega FTC a scapito dell'AS Gorduno, del FC Origlio-Ponte Capriasca, del FC Paradiso 1 e del FC Pedemonte.

##### Retrocesse
L'AS Comano, il FC Insubria, l'AS Soazza e l'AS Verzaschesi sono retrocesse in Quinta Lega FTC
a vantaggio dell'AC Camignolo, dell'AS Grosca, della SAV Vacallo e del FC Vezio.

### Quinta Lega
La Quinta Lega della Federazione Ticinese di Calcio (Quinta Lega FTC) è composta da 2 gruppi di 14 e 13 squadre.

#### Gruppo 1
1. 64 SAV Vacallo
2. 60 FC Vezio
3. 56 FC Pradello
4. 50 AS Rovio
5. 46 AC Taverne 2
6. 46 AC Momo
7. 37 AC Sonvico Realese
8. 36 FC Savosa-Massagno 2
9. 29 FC Superiore 72
10. 23 FC FC Paradiso 2
11. 21 US Magliaso Vernate 2
12. 18 AS Sessa
13. 14 AS Arogno
14. 11 FC Stella Capriasca 2

#### Gruppo 2
1. 52 AS Gnosca
2. 51 AC Camignolo
3. 50 FC Juventus Cresciano
4. 42 AS Portoghesi Ticino
5. 38 AS Belasica-Locarno
6. 35 FC Rapid Bironico
7. 32 AC Audax Gudo
8. 27 FC Claro 2
9. 24 FC Bodio
10. 22 AC San Vittore
11. 22 AS Onsernone
12. 20 FC Aquila
13. 9 AC Codeborgo

##### Promosse
L'AS Gorduno, il FC Origlio-Ponte Capriasca, il FC Paradiso 1 e il FC Pedemonte sono promosse in Quarta Lega FTC a scapito della SS Ala Mesocco, del FC Drina Faido, dell'AS MelìMorcò e del FC Porza.